# Calceolispongia
Calceolispongia é um gênero de crinoides do período Permiano que viveram na Austrália, e possivelmente na índia. Calceolispongia é um gênero muito abundante, com mais de 13 espécies descritas até então.

## Crescimento
Segundo pesquisas, o tamanho de Calceolispongia cresceu mais de 40000% em apenas 6m de anos, o que foi o recorde de crescimento dessa espécie.